# 八馬望
八馬 望（はちうま のぞむ、1929年〈昭和4年〉2月1日 - ）は、日本の実業家。多聞酒造会長。

## 経歴
兵庫県西宮市久保町、八馬汽船相談役・三代八馬兼介の三男。1952年、同志社大学美学科卒業。宝梅園農場常務となり、1953年に社長となった。1976年から1987年まで多聞酒造社長を務めた。

## 人物
八馬啓、八馬理の弟である。趣味は音楽鑑賞、読書。宗教は真宗。兵庫県西宮市在籍。

## 家族・親族
八馬家
- 妻（1934年 - ?、東京、稲葉正凱の長女、稲葉正縄の孫）[5][7]

親戚
- 義父・稲葉正凱（旧子爵、昭英建築事務所経営）[5][7]
- 増田増蔵[1]（増田製粉所相談役、砂糖貿易商）
- 増田増太郎[1]（増田製粉所会長）